# Volley Tricolore Reggio Emilia 2020-2021
Questa voce raccoglie le informazioni riguardanti il Volley Tricolore Reggio Emilia nelle competizioni ufficiali della stagione 2020-2021.

## Organigramma societario
Area direttiva
- Presidente: Giulio Bertaccini
- Vicepresidente: Azzio Santini
- Consigliere delegato settore giovanile: Massimo Davoli
- Segreteria amministrativa: Patrizia Battini
- Assistente palestra: Antonio Ratta
- Coordinatore tecnico: Piero Taddei

Area tecnica
- Allenatore: Vincenzo Mastrangelo
- Allenatore in seconda: Massimo Civillini
- Scout man: Alessandro Mori
- Responsabile settore giovanile: Maurizio Bertolini

Area comunicazione
- Ufficio stampa: Daniele Magnani
- Responsabile comunicazioni: Loris Migliari
- Fotografo: Piero Taddei

Area marketing
- Responsabile marketing: Loris Migliari
- Biglietteria: Claudia Confetti
- Responsabile abbigliamento sportivo: Morena Lugli

Area sanitaria
- Medico: Marco Poli
- Fisiterapista: Michele Roncon
- Preparatore atletico: Giovanni Biondi, Massimiliano Rimoldi

## Rosa
| N° | Nome              | Ruolo | Data di nascita   | Squadra              |
| -- | ----------------- | ----- | ----------------- | -------------------- |
| 1  | Riccardo Pinelli  | P     | 17 febbraio 1991  | Italia               |
| 2  | Mattia Catellani  | P     | 25 maggio 1999    | Italia               |
| 3  | Giacomo Bellei    | O     | 7 febbraio 1988   | Italia               |
| 4  | Gianluca Loglisci | S     | 11 settembre 1998 | Italia               |
| 5  | Nicola Sesto      | C     | 11 maggio 1987    | Italia               |
| 6  | Luca Cagni        | L     | 20 maggio 2001    | Italia               |
| 7  | Simone Scopelliti | C     | 6 aprile 1994     | Italia               |
| 8  | Matteo Maiocchi   | S     | 30 settembre 1998 | Italia               |
| 10 | Andrea Mattei     | C     | 23 luglio 1993    | Italia               |
| 11 | Andrej Ristić     | S     | 23 gennaio 1998   | Bosnia ed Erzegovina |
| 13 | Andrea Ippolito   | S     | 16 novembre 1985  | Italia               |
| 16 | Davide Morgese    | L     | 16 giugno 1996    | Italia               |
| 17 | Antonino Suraci   | O     | 5 novembre 1996   | Italia               |